# Saint-Paul-de-Tartas
Saint-Paul-de-Tartas ist eine französische Gemeinde mit 193 Einwohnern (Stand 1. Januar 2022) im Département Haute-Loire in der Region Auvergne-Rhône-Alpes (vor 2016 Auvergne). Sie gehört zum Arrondissement Le Puy-en-Velay und zum Kanton Velay volcanique.

## Geographie
Saint-Paul-de-Tartas liegt etwa 24 Kilometer südsüdöstlich von Le Puy-en-Velay im Zentralmassiv.

### Nachbargemeinden
Umgeben wird Saint-Paul-de-Tartas von den Nachbargemeinden Barges im Norden, Saint-Arcons-de-Barges im Norden und Nordosten, Coucouron im Osten, Lavillatte im Südosten, Lespéron und Pradelles im Süden, Saint-Étienne-du-Vigan im Südwesten und Westen sowie Landos im Nordwesten.

## Bevölkerungsentwicklung
| Jahr                       | 1962 | 1968 | 1975 | 1982 | 1990 | 1999 | 2006 | 2011 | 2020 |
| Einwohner                  | 585  | 514  | 415  | 341  | 270  | 244  | 200  | 197  | 184  |
| Quellen: Cassini und INSEE |      |      |      |      |      |      |      |      |      |

## Sehenswürdigkeiten
- Kirche Saint-Paul aus dem 12. Jahrhundert, seit 1910 Monument historique

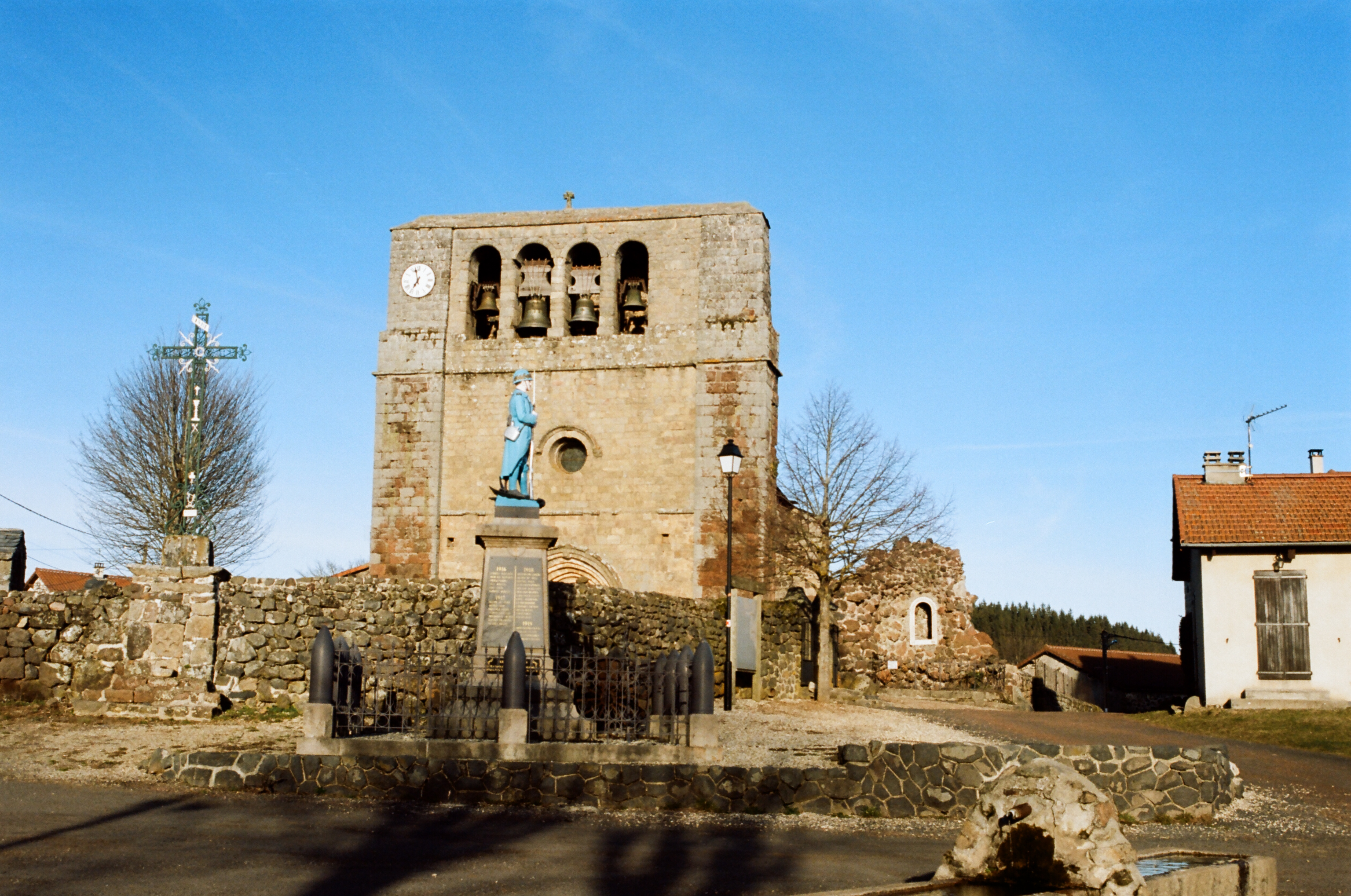
Kirche Saint-Paul

- Bestattungsnischen